# 島崎春荷
島崎 春荷（しまざき しゅんか、1938年11月14日 - ）は、東京都文京区生まれの書家。木村東道に師事。本名は静子、春荷は号。

## 役職
- 毎日書道展漢字部審査会員
- 新興書道展
  - 総務
  - 一部審査会員
- 社団法人 日本書作家協会理事
- 清風会総務
- 清風書道教室 京橋、銀座教室講師

## 書歴
- 1979年　新興書道展にて文部大臣奨励賞を受賞
- 1985年　毎日書道展にて毎日賞を受賞

## 主な編著
- 月刊書道専門指導書 『清風』 連載 「中国の故事」